# Войцех Очко
Войцех Очко (пол. Wojciech Oczko) (1537, Варшава — † 26 грудня 1599, Варшава) в інших джерелах 1546—1608, — польський лікар та вчений.

## Життєпис
Походить з родини багатого городянина, батько був шорником та колісних справ майстром.
Вивчав в Кракові філософію; по тому довгий час був в Варшаві лікарем, вже по довгій практиці 1565 року вирушив вивчати медицину до Італії, слухав лекції в Болоньї та Падуї; також навчався в Іспанії та Франції — у школі медицини в Монпельє.
1569 року повертається до Польщі як доктор філософії та медицини. Був лейб-медиком королів Сигізмунда-Августа та Стефана Баторія.
Вважався одним з найосвіченіших людей того часу Речі Посполитої.
1576 року призначений придворним лікарем Стефана Баторія.
1578 року видрукуваний його твір «Cieplice» — описує цілющі властивості мінеральних вод. У цій праці він вперше описав лікувальні води Трускавця.
1581 року в Кракові побачила світ його велика за розсягом праця «Przymiot» -«Пшимет або придворна хвороба» — щодо сифілісу, в ній він заперечує хибні погляди сучасників та висловлює свої припущення. Ці погляди знайшли відображення в медичних настановах і сучасності. Зокрема, він наголошував, що мазі не треба надмірно втирати, наголошує на зміцнюючій дієті та енергійно заперечував лікування голодом, як тоді широко заперечувалося.
1578 року написав твір «Opera medica», 1581 — «Descriptio herbarum» — «Опис цілющих трав» — про цілющі трави тодішньої Польщі, перевидані 1881 року Варшавським медичним товариством. Багато його творів загубилися в часі.
Узяв участь 1577 року у Гданському поході під керунком Баторія, був в королівській свиті в часі Ліфляндського походу 1579, при осаді Пскова.
1582 року через слабкість здоров'я пішов на пенсію з роботи при королівському дворі. Подарував під будівництво лікарні велику земельну ділянку — сучасне Краківське передмістя Варшави.